# Агломерација
Агломерација или шире градско подручје је проширено подручје града које се састоји од центра и извесног броја приградских насеља који заједно сачињавају непрекинуто урбано подручје. 
Постоје разлике у томе како се дефинише агломерација у разним националним статистичким, административним или географским методологијама, отуда постоји проблем поређења. Некада су два насеља део агломерације, некада се третирају као посебна насеља, а некада се једно сматра сателитом другог. 
Близак термин је конурбација, који се односи на спојена урбана подручја суседних градова (пример: Есен-Дортмунд). 

## Највеће агломерације
| ранг | Град         | Држава       | Број стан. |
| ---- | ------------ | ------------ | ---------- |
| 1    | Токио        | Јапан        | 33.400.000 |
| 2    | Сеул         | Јужна Кореја | 23.100.000 |
| 3    | Мексико Сити | Мексико      | 22.000.000 |
| 4    | Њујорк       | САД          | 21.800.000 |
| 5    | Мумбај       | Индија       | 21.100.000 |
| 6    | Њу Делхи     | Индија       | 20.800.000 |
| 7    | Сао Пауло    | Бразил       | 20.300.000 |
| 8    | Шангај       | Кина         | 18.600.000 |
| 9    | Лос Анђелес  | САД          | 17.900.000 |
| 10   | Москва       | Русија       | 17.000.000 |
| 11   | Џакарта      | Индонезија   | 16.900.000 |
| 12   | Осака        | Јапан        | 16.600.000 |
| 13   | Каиро        | Египат       | 15.800.000 |

(Извор информација: )